# 凱文·福斯特

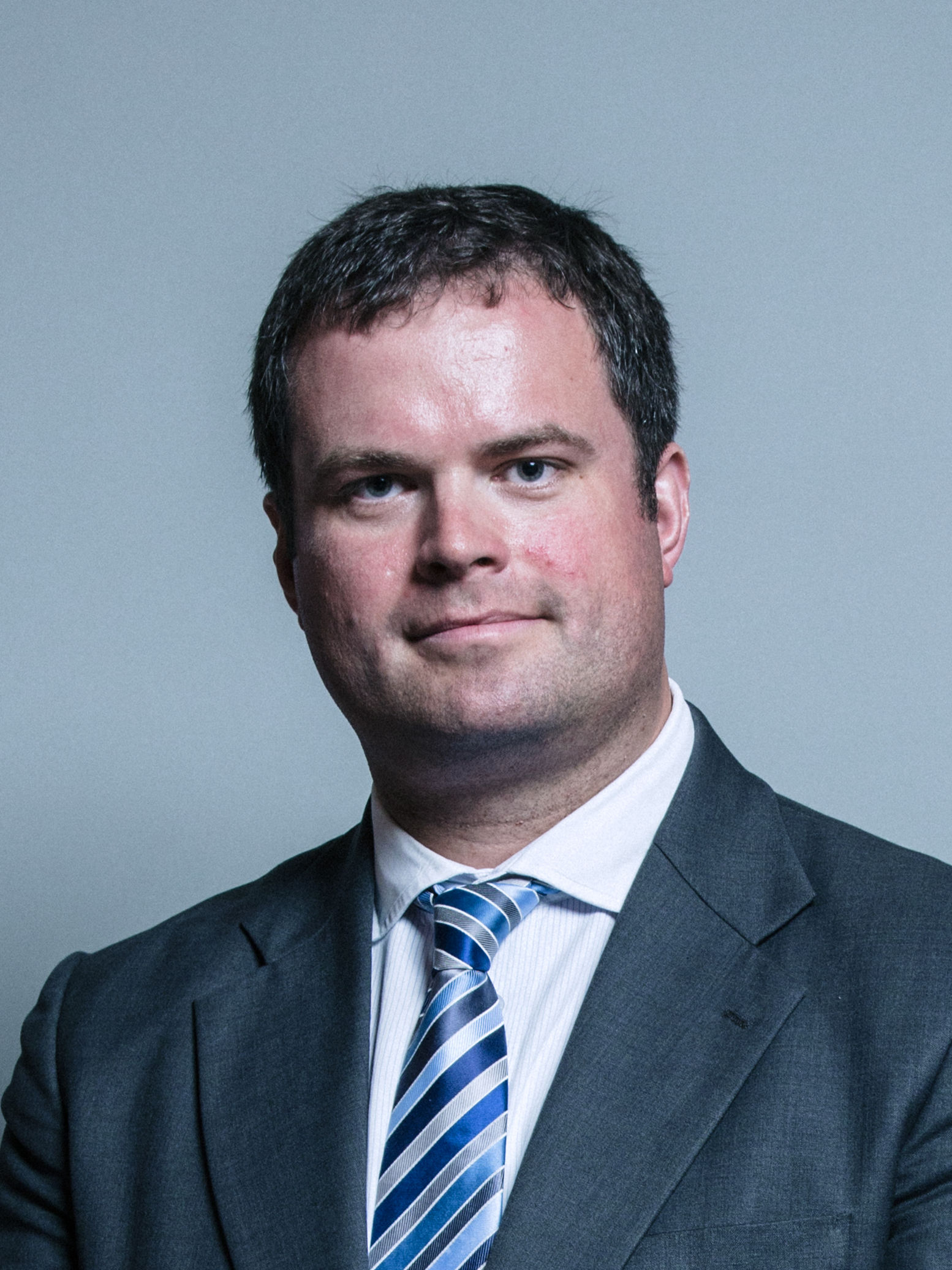

凱文·福斯特（英語：Kevin Foster，1978年12月31日—）是一位英格蘭政治人物，他的黨籍是保守黨。自2015年開始，他擔任托貝選區選出的英國下議院議員。他在2010年曾參加南考文垂選區的議員選舉但未當選。